# Megan Prescott
 (novembre 2015).
Si vous disposez d'ouvrages ou d'articles de référence ou si vous connaissez des sites web de qualité traitant du thème abordé ici, merci de compléter l'article en donnant les références utiles à sa vérifiabilité et en les liant à la section « Notes et références ».
Pour les articles homonymes, voir Prescott.
Megan Prescott est une actrice britannique née le 4 juin 1991 à Londres. Elle est connue pour son rôle de Katie Fitch dans la série télévisée dramatique Skins.

## Biographie

### Jeunesse
Megan Prescott a une sœur jumelle, Kathryn ; elle est née six minutes après celle-ci.

## Filmographie

### Cinéma
- 2013 : Shortcuts to Hell: Volume 1 : Fille possédée
- 2014 : Turn Around When Possible (court-métrage)

### Télévision
- 2008 : Doctors : Charlotte Wilcox
- 2009-2010 : Skins : Katie Fitch
- 2012 : Affaires non classées : Gemma McAteer
- 2013 : Holby City : Jade Podfer